# Goniopora sultani
Goniopora sultani là một loài san hô trong họ Poritidae. Loài này được Veron DeVantier & Turak mô tả khoa học năm 2000.